# Palisadula katoi
Palisadula katoi là một loài Rêu trong họ Sematophyllaceae. Loài này được (Broth.) Z. Iwats. mô tả khoa học đầu tiên năm 1979.